# Sabra (auto)

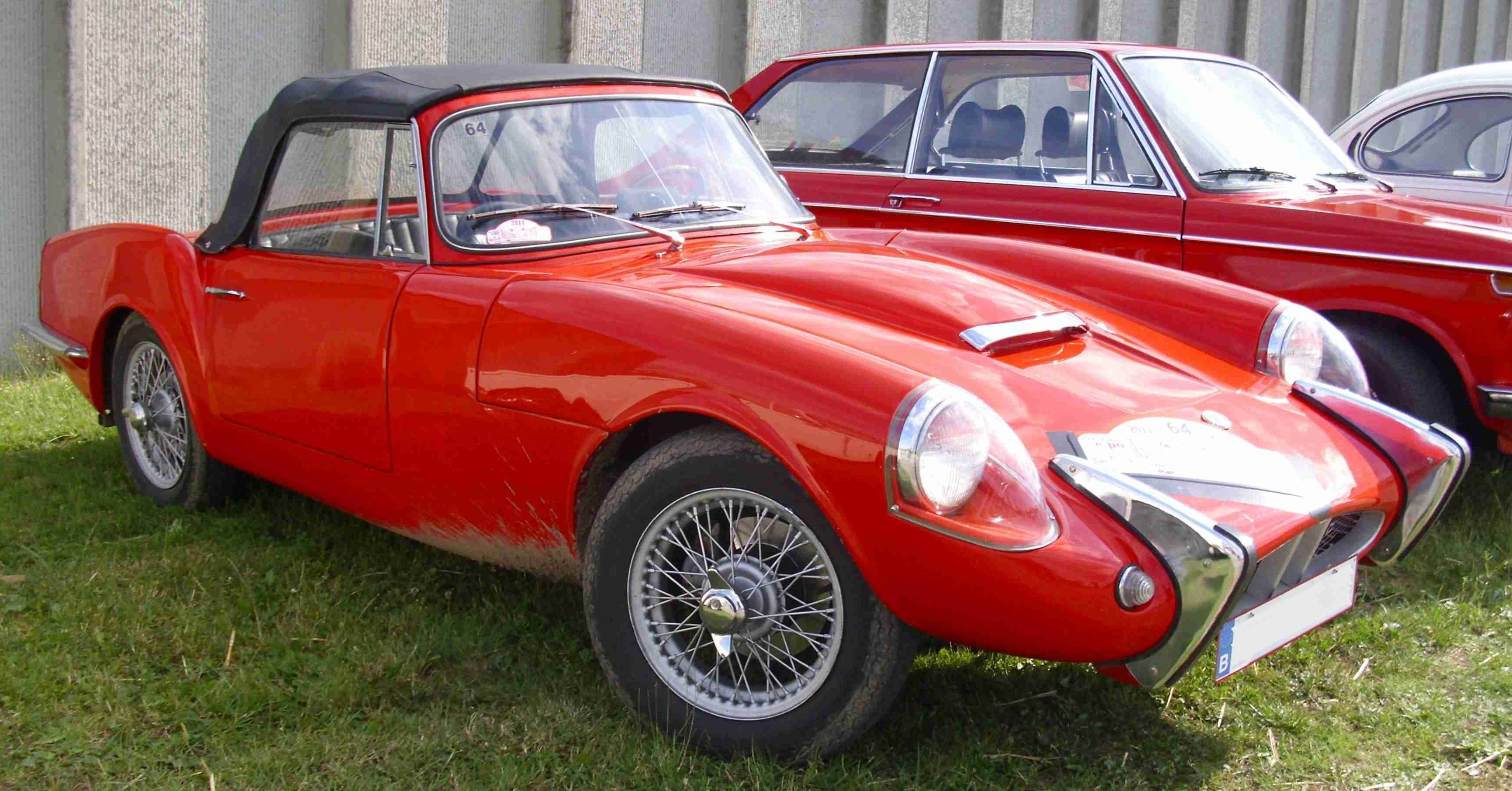
Autocar

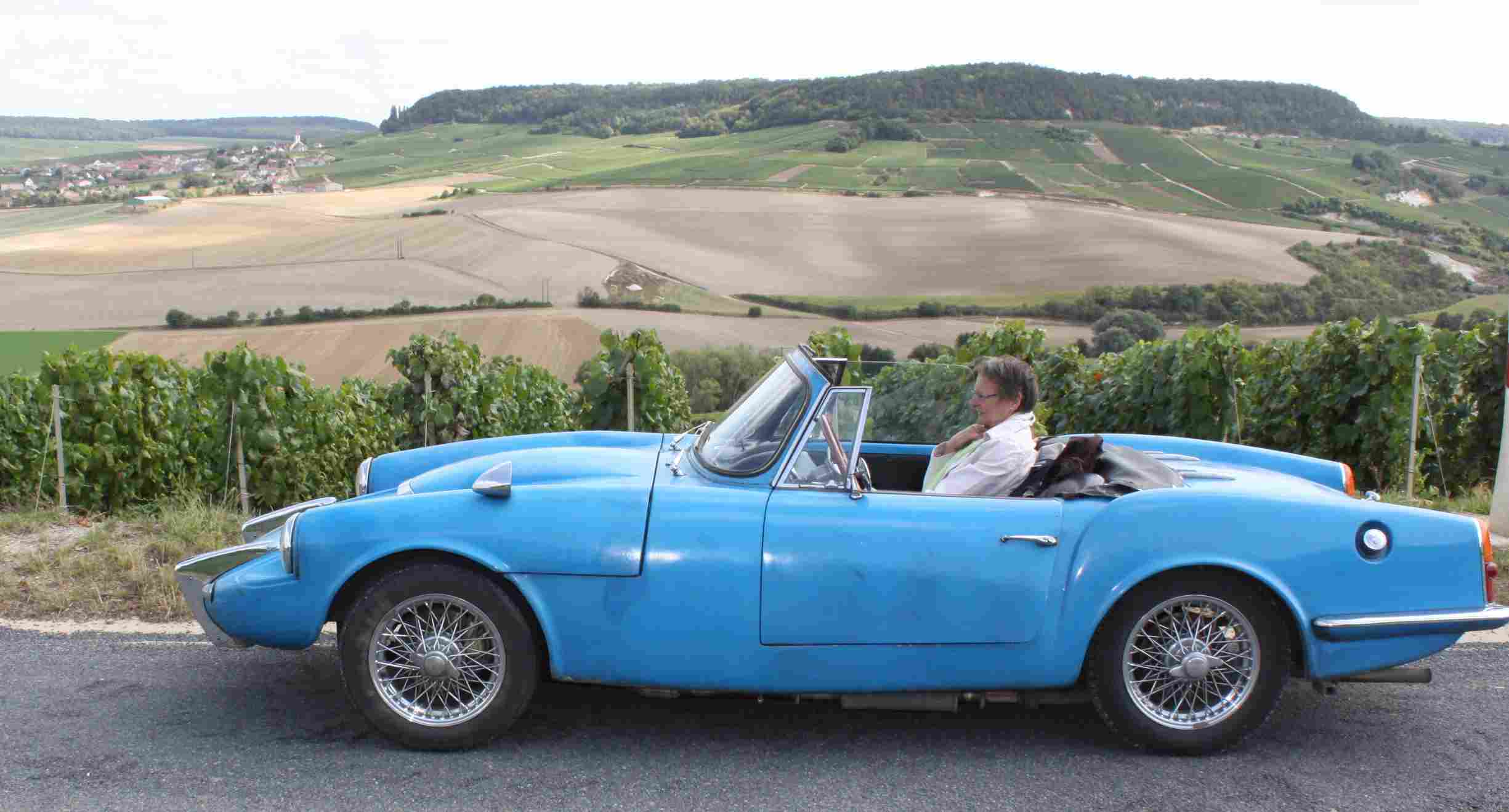
Sabra Sports ST 4878

Sabra is een automerk uit Israël. Het automerk werd in de jaren vijftig gelanceerd en ging in 1980 uit productie.
De naam Sabra werd gebruikt omdat deze staat voor "uit Israël" (voor de insiders althans); Sabra is immers de naam van een cactus die veel voorkomt in Israël. In 1960 lanceerde Yitzak Shubinski (toen voorzitter van de Autocars Company Ltd) op die manier de "Sabra" als een in Israël gemaakte auto op de autoshow in New York. Omdat die Sabra (een kleine pick-up) geen succes had in de VS, lanceerde hij in 1961 een nieuwe "Sabra", met een Les Ballamy-chassis en een Ashley-koetswerk: een sportwagen met een Ford (Consul-Zephyr) 1703cc-motor en een ZF-versnellingsbak. De eerder gemaakte pick-up werd verder geproduceerd onder de naam Sussita.
Reliant had mee gezorgd voor de productie van de originele Sabra-Sussita (en later de Carmel) en moest nu ook maar de productie van de Sabra "waar"-maken.
In 1961 waren op de beurs in New York de eerste Sabra's te zien. Reliant produceerde de eerste 100 Sabra's, de identificatieplaatjes vermelden echter enkel de "Autocars Company Limited". De rest moest in Israël geproduceerd worden. De auto sloeg echter niet aan, behalve in 1965-1968 in België. Totaal werden er in België een tachtigtal ingevoerd, ruim een kwart van de totale Israëlische productie.
De productie van de Sabra (Sports) stopte door de Zesdaagse Oorlog in 1967. Een aantal (reeds bestelde) voertuigen werd toch nog nageleverd tot in 1968 (1969?). In 1980 legde Autocars Company de boeken neer.